# Toshimichi Ōkubo
En aquest nom japonès, el cognom és Ōkubo.
En Toshimichi Ōkubo (大久保 利通, Ōkubo Toshimichi) (10 d'agost del 1830 - 14 de maig del 1878) fou un polític japonès. Un dels tres grans nobles de la Restauració Meiji, juntament amb Saigō Takamori i Kido Takayoshi.

## Biografia
- 1830: Neix a Kagoshima, Província de Satsuma.
- Estudia amb en Saigō Takamori al feu de Satsuma.
- 28 anys: Esdevé administrador d'impostos.
- 32 anys: Esdevé conseller del Sr. de Satsuma.
- Després del bombardeig de Kagoshima per vaixells britànics (un anglès havia mort a mans d'un samurai de Satsuma), es convencé que havia d'entaular negociacions amb els occidentals.
- 1866: S'alia amb en Kido Takayoshi i en Saigō Takamori.
- 1868: Restauració Meiji.
- Després de la restauració esdevé cap del govern, aboleix els dàimios i prohibeix dur espasa.
- 41-43 anys: Estudia política occidental amb Otto von Bismarck.
- Després esdevingué primer ministre i ministre de l'interior.
- 1877: Una revolta de samurais es duu a terme a Satsuma. Hi ha versions que diuen que fou contra en Saigō Takamori i d'altres que l'organitzà ell i que acabà fent-se el seppuku. N'Ōkubo intenta sufocar-la: els conservadors el titllen de traïdor i el progressistes, de dèspota.
- 1878 (47 anys): Mor assassinat a mans de Shimada Ichirō, un "samurai descontent" segons unes versions, d'altres especifiquen que era un Satsuma.